# Митичашвили, Сакул Николаевич
Сакул Николаевич Митичашвили (1893 год, село Велисцихе, Сигнахский уезд, Тифлисская губерния, Российская империя — неизвестно, село Велисцихе, Гурджаанский района, Грузинская ССР) — звеньевой колхоза имени Орджоникидзе Велисцихского сельсовета Гурджаанского района, Грузинская ССР. Герой Социалистического Труда (1949).

## Биография
Родился в 1914 году в крестьянской семье в селе Велисцихе Сигнахского уезда. С раннего возраста трудился в сельском хозяйстве. В послевоенное время возглавлял звено виноградарей в местном колхозе имени Орджоникидзе Гурджаанского района.
В 1948 году звено под его руководством собрало в среднем с каждого гектара по 105,3 центнера винограда с площади в 3,1 гектара. Указом Президиума Верховного Совета СССР от 9 августа 1949 года удостоен звания Героя Социалистического Труда за «получение высоких урожаев винограда в 1948 году» с вручением ордена Ленина и золотой медали «Серп и Молот» (№ 4341).
Этим же указом званием Героя Социалистического Труда были награждены труженики колхоза имени Орджоникидзе звеньевые Сергей Цкалобович Карденахлишвили и Александр Георгиевич Митичашвили.
После выхода на пенсию проживал в родном селе Велисцихе Гурджаанского района. С 1968 года — персональный пенсионер союзного значения. Дата смерти не установлена.